# Battana

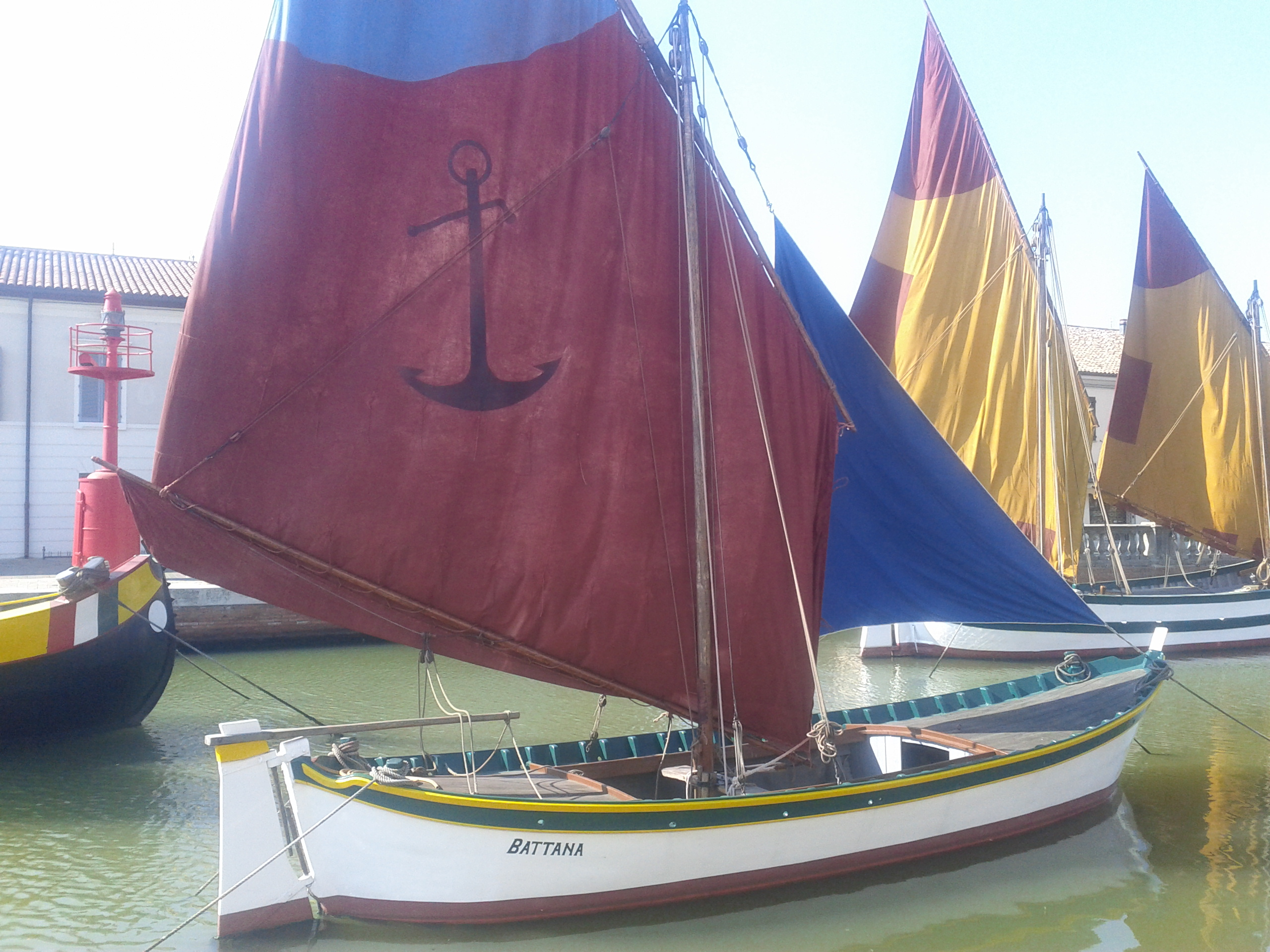
Battana al museo all'aperto di Cesenatico

La battàna o batàna è un natante tradizionale veneto, gorese, comacchiese, romagnolo, istriano e marchigiano, costruito in legno e lungo tra i 4 e i 9 metri, a fondo piatto.

## Caratteristiche
In passato le battane erano molto diffuse sulla costa romagnola, in special modo ove il riparo dai marosi era sulla spiaggia o in canali poco profondi, esse rappresentavano il tipo di barche più economico e più semplice da costruirsi perché il legname da reperire era rettilineo. 
L'origine di questo tipo di imbarcazione risale anticamente alla navigazione padana – lagunare. Nei secoli questa barca a fondo piatto si è diffusa per la sua versatilità sulle coste dell'Adriatico settentrionale e centrale, in particolare tra Bellaria, San Mauro Mare in Romagna, ma anche a Goro, Rovigno, Fano, Senigallia e Ancona. In quest'ultima città, come in tutta la Riviera del Conero, la batana è usata perché la sua chiglia piatta permette di navigare all'interno dei canali poco profondi che si trovano tra gli scogli naturali che costellano la costa.
Le battane romagnole erano dipinte di colori vivaci e sui lati della prora spesso portavano, in ricordo degli occhi, due stelle. Se il mare era mosso, cadendo nel cavo dell'onda battevano con fragore: da questo, si dice derivi il loro nome.
In genere le battane portavano un albero abbattibile e issavano una vela al terzo dipinta con i colori della terra e raffiguranti simboli distintivi di riconoscimento fra le diverse famiglie di pescatori. 
La vela al terzo è di forma trapezoidale, è così detta per l'intersezione del pennone superiore sull'albero “a un terzo” della sua lunghezza. Essa è la derivazione della vela quadra primordiale e compare alla fine del Seicento, da allora sarà un elemento identificante delle marinerie dell'alto e medio Adriatico.